# Avazan
Avazan là một đô thị thuộc tỉnh Gegharkunik, Armenia. Dân số ước tính năm 2011 là 205 người.